# نشان ملی کانادا
نشان رسمی کانادا (به فرانسوی: Armoiries du Canada‎، همچنین به عنوان نشان سلطنتی کانادا (به فرانسوی: armoiries royales du Canada‎ نیز شناخته می‌شود) یا، به‌طور رسمی، به عنوان بازوهای اعلیحضرت پادشاه در سمت راست کانادا (به فرانسوی: Armoiries de Sa Majesté Le Roi du Canada‎) بازوهای سلطه پادشاه کانادا و بنابراین، نشان رسمی کانادا است. از سال ۱۹۲۱ مورد استفاده قرار گرفت، از نزدیک از نشان سلطنتی بریتانیا الگوبرداری شد، با عناصر فرانسوی و متمایز کانادایی که جایگزین یا به آن‌هایی که از نسخه بریتانیایی مشتق شده‌اند اضافه شده‌اند.
برگ‌های افرا در سپر، که به صورت «مناسب» (به‌عنوان رنگ طبیعی)، در اصل به رنگ سبز کشیده شده بودند، اما در سال ۱۹۵۷ به صورت گلوله‌ای (قرمز) دوباره ترسیم شدند و یک دایره از Order of Canada به بازوها اضافه شد. استفاده محدود در سال ۱۹۸۷ اسلحه‌ها در اداره نشان‌شناسی کانادا ثبت شده و تحت حق چاپ تاج محافظت می‌شوند. آنها برای نشان دادن حاکمیت ملی استفاده می‌شوند و دولت فدرال از سلاح‌ها برای نمایندگی ایالت تحت برنامه هویت فدرال استفاده می‌کند. المان‌های نشان در طرح‌های دیگر نیز استفاده می‌شوند، با سپر در استانداردهای مختلف سلطنتی متعلق به اعضای خانواده سلطنتی و تاج بازوها به عنوان نقطه کانونی پرچم فرماندار کل استفاده می‌شود.

## تاریخچه

پرچم سلطنتی فرانسه از سال ۱۵۸۹ تا ۱۷۹۲، با سه فلورس-دلیس که بر روی نشان کنونی کانادا تکرار شده است.

پیش از کنفدراسیون در سال ۱۸۶۷، نشان سلطنتی بریتانیا به عنوان نماد قدرت سلطنتی در کانادا خدمت می‌کرد. به هیچ‌یک از مستعمرات در آمریکای شمالی بریتانیا، به غیر از کمک‌های مالی سده هفدهم به نوا اسکوشیا و نیوفاندلند، تسلیحاتی اعطا نشده بود. سپس در ۲۶ مه ۱۸۶۸، تسلیحات با حکم سلطنتی به انتاریو، کبک، نوا اسکوشیا، و نیوبرانزویک اعطا شد. (اینکه نوا اسکوشیا قبلاً تسلیحاتی اعطا شده بود فراموش شد و تا سال ۱۹۲۹ طول کشید تا تسلیحات تاریخی که در سده هفدهم اعطا شده بود بازگردانده شوند) در آن حکم، ملکه ویکتوریا اجازه داد که چهار بازوی نخستین استان‌ها به صورت چهارگانه تقسیم شوند. برای استفاده در مهر بزرگ کانادا. در حالی که این کار برای نخستین مهر بزرگ انجام نشد، از طریق آن مرجع بود که این ترتیب تا سال ۱۹۲۱ تبدیل به سلاح‌های واقعی برای کانادا شد، که در نخستین پرچم قرمز که توسط سربازان کانادایی در ویمی ریج در سال ۱۹۱۷ حمل شد استفاده شد.
با پیوستن استان‌ها و قلمروهای بیشتری به کانادا، چهار بازوی اصلی با بازوهای اعضای جدید کنفدراسیون ترکیب شد، که در نهایت منجر به ایجاد یک سپر با ۹ ربع شد. این از طریق استفاده عمومی و حتی دولتی کانادایی رخ داد. سازندگان پرچم به استفاده از سپر پیچیده روی پرچم‌های قرمز کانادایی پرداختند. هیچ‌یک از این سپرها، به جز نسخه اصلی چهاربخشی ۱۸۶۸، هرگز به هیچ وجه رسمی نبودند، و همچنین هیچ‌یک از این سپرها یک «نشان ملی» نبودند، زیرا هرگز توسط پادشاه تأیید نشده بود.
هرالدیست‌ها نه ربع روی یک سپر را برای یک نماد ملی بسیار پیچیده و در سال ۱۹۱۵، تلاش‌هایی برای طراحی یک نشان جدید برای کانادا آغاز شد. کمیته‌ای که شامل آرتور دوتی کتابخانه و بایگانی‌های کانادا بود. در سال ۱۹۱۹ برای پیگیری این موضوع تشکیل شد و در نهایت موافقت کرد که عناصر بازوهای جدید به بازوهای سلطنتی انگلستان، ایرلند، اسکاتلند و فرانسه اشاره کنند که برگ‌های افرا نشان دهنده آن است. کانادا، اگرچه در آن زمان هیچ اتفاق نظری در مورد نحوه استفاده از برگ‌ها وجود نداشت. پیشنهادی در سال ۱۹۱۷ توسط ادوارد ماریون چادویک (که نشان، حامیان و شعار نشان ملی انتاریو را طراحی کرده بود) بحثی را در مورد معرفی چهره‌های نخستین ملل به عنوان حامی به راه انداخت. اگرچه چادویک لباس‌ها و جلیقه‌ها را به دقت به تصویر کشیده بود، جوزف پوپ این ایده را رد کرد و گفت: «من خودم اصلاً لزومی برای بزرگداشت سرخپوستان نمی‌بینم.»
طراحی تسلیحات تا سال بعد حل و فصل شد و کمیته با کالج اسلحه در لندن مشورت کرد، تنها برای مواجهه با مقاومت در برابر استفاده از سلاح‌های سلطنتی بریتانیا توسط پادشاه گارتر، و همچنین نگرانی در مورد اینکه آیا گنجاندن نماد گل زنبق به معنای ادعای حاکمیت کانادا بر فرانسه است. کمیساریای کل کانادا در پاریس با احتیاط با مقامات فرانسوی تأیید کرد که نشان نمی‌تواند جرقه‌ای درگیری دیپلماتیک ایجاد کند. یک پیشنهاد متقابل از کالج، پرچم‌ها را به حامیان و یک تاج به شیر اضافه کرد، همان‌طور که در بازوهای بریتانیایی وجود داشت، و سه فلورز را بین دو برگ افرا سبز در شارژ پنجم روی سپر، زیر چهار بار بازوهای بریتانیا قرار داد.
پس از مدتی مانور، از جمله مداخله شخصی وینستون چرچیل، سرانجام در ۳۰ آوریل ۱۹۲۱ توسط یک دستور شورا به‌طور رسمی درخواست بازوهای جدید کانادا شد و در ۲۱ نوامبر همان سال، با اعلام پادشاه جورج پنجم، به تصویب رسید. آرموریال اسلحه یا پرچمداران سلطنت کانادا؛ سوابق کمیته نزد کتابخانه و آرشیو کانادا نگهداری می‌شد. طرح جدید از نزدیک بازوهای بریتانیا را منعکس می‌کرد، با افزودن برگ‌های افرا در پایه و اشاره به بازوهای سلطنتی فرانسه در ربع چهارم.
یوژن فیست، معاون وزیر دفاع، در سال ۱۹۱۸ ادعا کرد که طراحی بازوها رنگ‌های ملی کانادا را تعیین می‌کند و یکی از اعضای کمیته که نامش فاش نشده است، اظهار داشت: «رنگ‌های سپر به رنگ‌های ملی Dominion تبدیل خواهند شد. ..] برگ افرا قرمز در پرچم‌های خدماتی برای نشان دادن مردانی که جان خود را برای کشور فدا کرده‌اند استفاده شده است [...] مورد سفید این است که کنایه‌ای از برف دارد که مشخصه آب و هوا و ما است. چشم‌انداز در فصول خاص." در دهه ۱۹۴۰، مورخ نظامی آرچر فورتسکیو دوگوید پیشنهاد کرد که پادشاه جورج پنجم قرمز و سفید را به عنوان رنگ‌های رسمی کانادا انتخاب کرده بود، زیرا این رنگ‌ها در تاج گل و پوشش روی بازوها بودند. با این حال، فارست پاس، متصدی کتابخانه و بایگانی کانادا، تشخیص داد که هیچ سابقه‌ای مبنی بر اینکه پادشاه یا کمیته اهمیت زیادی به مانتو داده‌اند وجود ندارد و اعلامیه سلطنتی نشان به‌ویژه هیچ اشاره‌ای به رنگ‌های ملی ندارد.
با تصویب اساسنامه وست مینستر در سال ۱۹۳۱، کانادا و سایر قلمروها به‌طور کامل از پادشاهی متحده مستقل شدند. این نتیجه باعث شد که نشان رسمی کانادا که به عنوان اسلحه برای مصارف خاص در یک مستعمره اعطا شده بود، به وضعیت بازوهای سلطنتی پادشاه در سمت راست کشور، برای اهداف عمومی در سراسر کشور ارتقا یابد. به این ترتیب آنها نشان بریتانیا را که قبلاً سلاح‌هایی با اهداف عمومی در سراسر امپراتوری بریتانیا بود، در دادگاه‌ها و ساختمان‌های دولتی به نمایندگی از پادشاه سلطنتی جایگزین کردند. این تغییر را می‌توان در مهر بزرگ کانادا پادشاه جورج ششم مشاهده کرد، جایی که بازوهای سلطنتی کانادا جایگزین بازوهای بریتانیا شد و حتی در مهر بزرگ کانادا برای ملکه الیزابت دوم که عنوان ملکه کانادا بر روی آن لقب گرفته است، مشهودتر است. استفاده می‌شود.
تا سال ۱۹۵۷، بازوها توسط آلن بدو دوباره طراحی شدند تا برگ‌های قرمز داشته باشند و تاج سلطنتی را از طرح تودور به تاج دیگری شبیه تاج سنت ادوارد تغییر دهند، همان‌طور که ملکه الیزابت دوم ترجیح داد. به مناسبت پاسداشت قانون اساسی کانادا در سال ۱۹۸۲، که سرانجام به آخرین بقایای نقش پارلمان بریتانیا در اصلاح قانون اساسی پایان داد، یکی از دانشجویان دانشگاه مک گیل به نام بروس هیکس به جرالد ریگان وزیر امور خارجه پیشنهاد کرد که شعار دستور کانادا باشد. - در آن زمان، بالاترین افتخار غیرنظامی کشور برای شایستگی - در اطراف سپر قرار داده می‌شود تا این بازوهای سلطنتی با سایر سلاح‌های سلطنتی نمایش داده شده در کانادا - دارندگان دوران استعمار فرانسه، اسکاتلند و انگلیس - که بر روی آن‌ها قرار دارند، مطابقت داده شود. نمادی از بالاترین نشان افتخار ملی آن کشورها در اطراف سپر ظاهر شد (اسلحه‌های بریتانیا نشان گارتر، سلاح‌های سلطنتی اسکاتلند نشان خار و بازوهای سلطنتی رژیم باستانی فرانسه نشان مقدس را نشان دادند. روح و دستور سنت مایکل). در حالی که در نخستین تلاش ناموفق بود، هیکس به مبارزات انتخاباتی خود ادامه داد و تعدادی دیگر از هرالدین‌های آماتور و حرفه‌ای به او پیوستند. هیکس به عنوان یک روزنامه‌نگار در گالری مطبوعات پارلمانی در اتاوا در اواخر دهه ۱۹۸۰ و اوایل دهه ۹۰، به‌طور استراتژیک این تغییر را به عنوان کاری ارزش انجام برای بزرگداشت بیست و پنجمین سالگرد تأسیس نشان کانادا در سال ۱۹۹۲ بازبینی کرد. ایده‌ای که توسط کمیته مشورتی سفارش کانادا تأیید شد.
تا سال ۱۹۹۴ طول کشید تا ملکه طرح جدید را برای استفاده عمومی تأیید کند. با این حال، اداره هرالدیک کانادا، که توسط ملکه در سال ۱۹۸۸ تأسیس شد، شروع به استفاده محدود از آن در سال ۱۹۸۷ کرد، جایی که از این بازوها برای نشان دادن شخص ملکه در نامه‌های ثبت اختراع برای اعطای سلاح‌های جدید به کانادایی‌های برجسته استفاده شد. این حروف ثبت اختراع، سپر را از بازوهای سلطنتی همراه با حلقه پشت سپر با شعار نشان کانادا - Desiderantes meliorem patriam حمل می‌کرد. به محض اینکه تأییدیه سلطنتی دریافت شد، دستاورد کامل برای استفاده توسط دولت فدرال در برنامه هویت فدرال دوباره طراحی شد. طرح کنونی بازوهای کانادا توسط کتی برسی-سابورین، فریزر هرالد در سازمان هرالدیک کانادا کشیده شده است.
پت مارتین، عضو پارلمان، در ژوئن ۲۰۰۸، طرحی را به مجلس عوام ارائه کرد که در آن از دولت می‌خواست که نشان‌های خود را اصلاح کند تا نمادهایی را که نماینده نخستین ملت‌های کانادا، اینوئیت‌ها، و متیس‌ها نشان می‌دهند، بگنجاند، همان‌طور که چادویک در سال ۱۹۱۷ پیشنهاد کرده بود. پس از تاجگذاری پادشاه چارلز سوم و ملکه کامیلا در ۶ مه ۲۰۲۳، اداره هرالدیک کانادا تاج سلطنتی جدید کانادا را با برگ‌های افرا، دانه‌های برف و نمادهایی با معنی برای مردم بومی کانادا نشان داد. این مقام اعلام کرد تغییرات در زمان مناسب انجام خواهد شد.

### تکامل

۱۸۶۸–۱۸۷۰، بازوهای چهار استان مؤسس
۱۸۷۰–۱۸۷۳، اضافه شدن منیتوبا
۱۸۷۳–۱۹۰۷، اضافه شدن بریتیش کلمبیا و جزیره پرنس ادوارد
۱۹۰۷–۱۹۲۱، اضافه شدن ساسکاچوان و آلبرتا
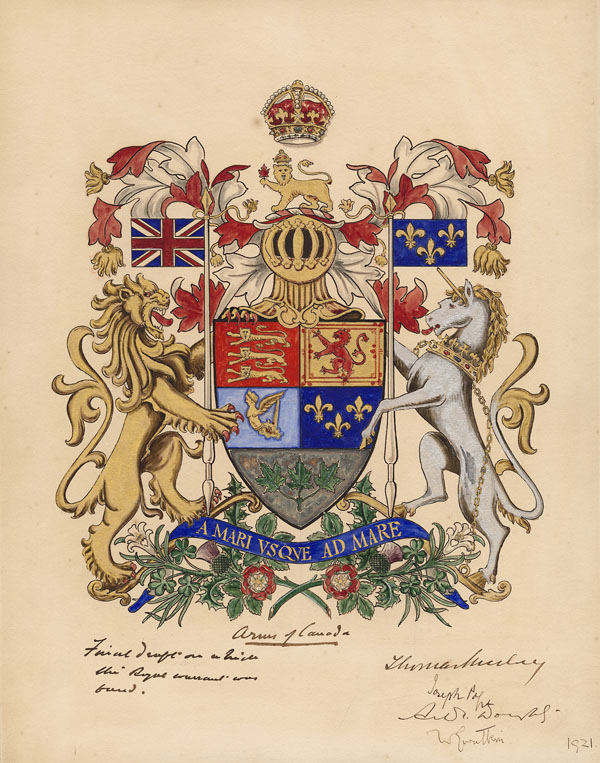
۱۹۲۱–۱۹۲۳
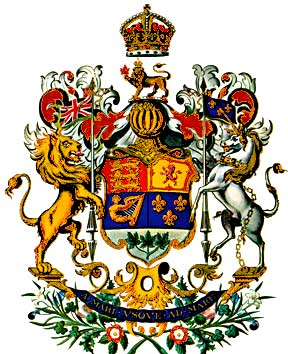
۱۹۲۳–۱۹۵۷
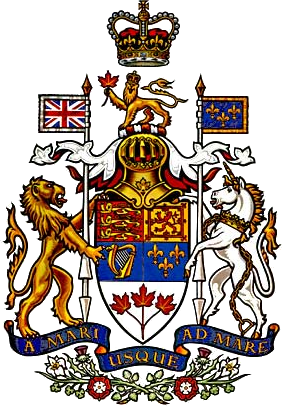
۱۹۵۷–۱۹۹۴